# Teoria di Iwasawa
In teoria dei numeri, la teoria di Iwasawa è una teoria che segue il modulo di Galois, appartenente ai gruppi delle classi ideali, proposta per la prima volta da Kenkichi Iwasawa negli anni cinquanta del XX secolo come parte della teoria dei campi ciclotomici. Nei primi anni settanta, Barry Mazur prese in considerazione alcune generalizzazioni della teoria di Iwasawa per arrivare alle teorie Abeliane. Più di recente, (primi anni novanta), Ralph Greenberg ha proposto una teoria di Iwasawa per i motivi in geometria algebrica.

## Formulazione
Il concetto base della teoria di Iwasawa è che esistono torri di campi relativi alla teoria algebrica dei numeri, e che il gruppo di Galois è isomorfo al gruppo additivo degli interi p-adici. Questo gruppo, generalmente indicato con Γ nella teoria e con notazione moltiplicativa, è un gruppo profinito, come tutti i gruppi di Galois. Il gruppo {\displaystyle \Gamma } è il limite inverso dei gruppi additivi {\displaystyle \mathbb {Z} /p^{n}\mathbb {Z} }, dove {\displaystyle p} è il numero primo fissato e {\displaystyle n=1,2,\cdots }. Possiamo esprimere questo dualismo di Pontryagin in un altro modo: {\displaystyle \Gamma } è duale al gruppo discreto di tutte le radici {\displaystyle p^{n}}-esime dell'unità nei numeri complessi.

## Esempio
Sia {\displaystyle \zeta } una radice primitiva {\displaystyle p}-esima dell'unità e consideriamo la seguente torre di campi di numeri:
{\displaystyle K=\mathbb {Q} (\zeta )\subset K_{1}\subset K_{2}\subset \cdots \subset \mathbb {C} ,}
dove {\displaystyle K_{n}} è il campo generato da una radice primitiva {\displaystyle p^{n+1}}-esima dell'unità. 
Se chiamiamo {\displaystyle L} l'unione di tutti questi campi, il gruppo di Galois costituito da {\displaystyle L} su {\displaystyle K} è isomorfo a {\displaystyle \Gamma }, perché il gruppo di Galois di {\displaystyle K_{n}} su {\displaystyle K} è {\displaystyle \mathbb {Z} /p^{n}\mathbb {Z} }. 
Per ottenere un modulo di Galois interessante, Iwasawa prese in considerazione il gruppo delle classi di ideali di {\displaystyle K_{n}}, e chiamò {\displaystyle A_{n}} la sua parte di {\displaystyle p}-torsione. Esistono così mappe di norma compatibili {\displaystyle A_{m}\to A_{n}} quando {\displaystyle m>n}, e pertanto esiste anche un sistema inverso. Se chiamiamo {\displaystyle X} il limite inverso, si ha un'azione di {\displaystyle \Gamma } su {\displaystyle X} indotta dall'azione di {\displaystyle \mathbb {Z} /p^{n}\mathbb {Z} } su {\displaystyle A_{n}}.
La motivazione era indubbiamente che la {\displaystyle p}-torsione del gruppo delle classi di ideali di {\displaystyle K} già era stato identificato da Ernst Kummer come il principale ostacolo della dimostrazione diretta dell'ultimo teorema di Fermat. L'originalità della teoria di Iwasawa è "scappare verso l'infinito" in una nuova direzione. In effetti {\displaystyle X} è un modulo sull'anello gruppale {\displaystyle \mathbb {Z} _{p}[[\Gamma ]]}. Questo è un anello locale, completo rispetto alla topologia indotta dal suo ideale massimale {\displaystyle (p,1-\gamma )} (dove {\displaystyle \gamma } è un generatore topologico di {\displaystyle \Gamma }), regolare e di dimensione di Krull {\displaystyle 2}), e questo permette di classificare in modo molto preciso i moduli (finitamente generati) su di esso.

## Storia
Negli anni '50, K. Iwasawa ha costruito la teoria algebrica. Una connessione fondamentale fu indicata fra la teoria algebrica e le funzioni L {\displaystyle p}-adiche, che furono definite negli anni sessanta da Kubota e Leopoldt. Quest'ultimo cominciò dai numeri di Bernoulli, e fece uso dell'interpolazione per definire gli analoghi {\displaystyle p}-adici delle serie L di Dirichlet.
La "congettura principale" in teoria di Iwasawa fu formulata come l'affermazione che i due metodi usati per definire le serie L {\displaystyle p}-adiche (con la teoria algebrica di Iwasawa e con l'interpolazione di Kubota e Leopoldt) dovessero in ultima analisi coincidere. Questo fu provato da Barry Mazur e Andrew Wiles per {\displaystyle \mathbb {Q} }, e successivamente per tutti i campi di numeri totalmente reali da Andrew Wiles. Queste prove traevano spunto dalla dimostrazione di Ken Ribet dell'inverso del teorema di Herbrand (ribattezzato poi teorema di Herbrand-Ribet).
Più di recente, anche sull'onda del metodo di Ribet, Chris Skinner ed Eric Urban hanno annunciato una dimostrazione relativa alla "congettura principale" per {\displaystyle {\rm {{GL}(2)}}}. Una prova più elementare del teorema di Mazur-Wiles può essere ottenuta grazie ai sistemi di Eulero introdotti da Victor Kolyvagin.